# Quadraceps ravus
Quadraceps ravus är en insektsart som först beskrevs av Kellogg 1899.  Quadraceps ravus ingår i släktet Quadraceps, och familjen fjäderlöss. Arten är reproducerande i Sverige.